# إينار أولسن
إينار أولسن (بالبوكمول: Einar Olsen) هو رئيس تحرير صحيفة نرويجي، ولد في 25 أبريل 1936 في كراغرو في النرويج.